# Bouchon (bouchée de viande)
Pour les articles homonymes, voir Bouchon.

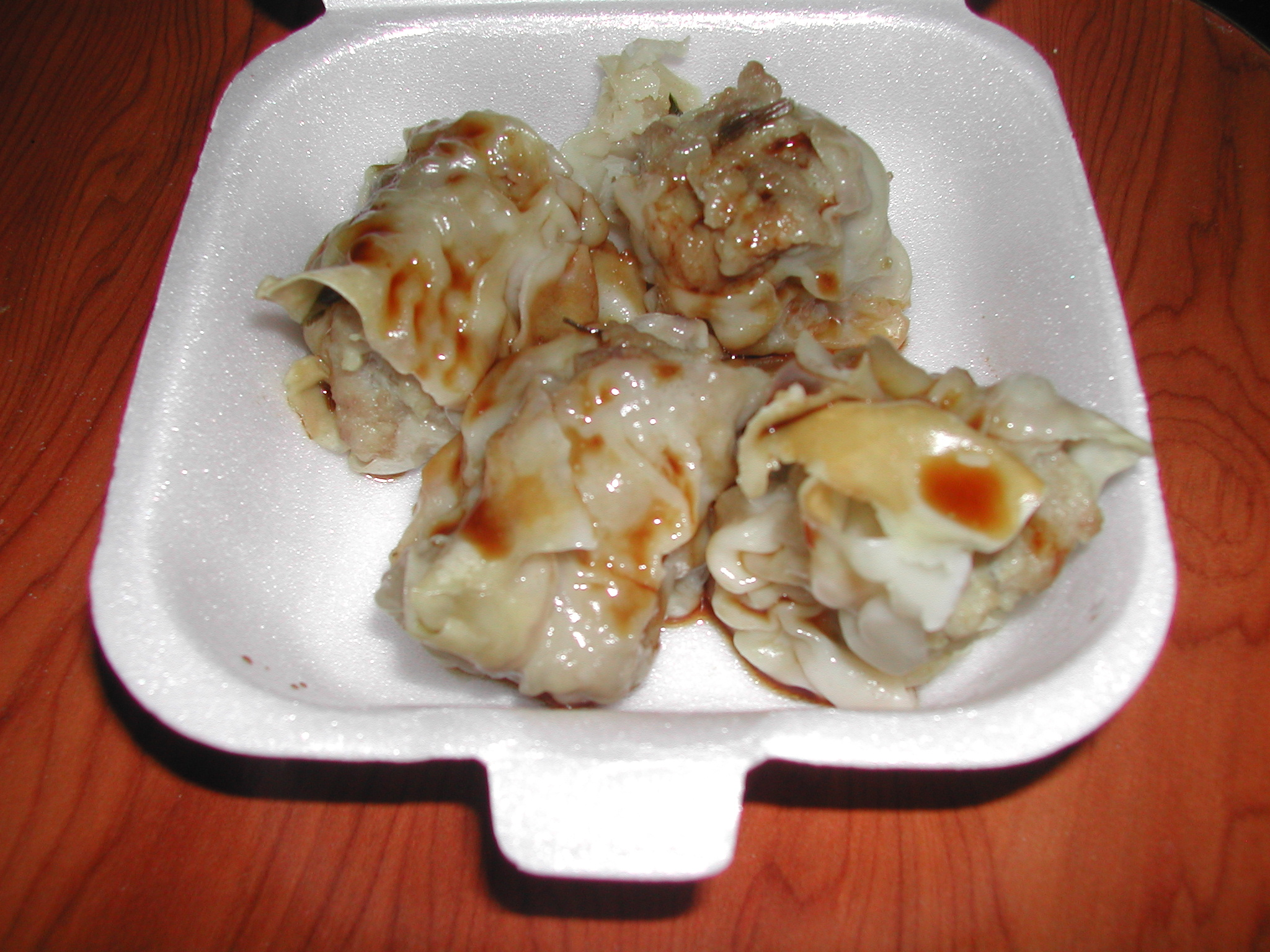
Quatre bouchons aspergés de sauce soja (siav) dans une barquette.

Un bouchon est une petite bouchée de viande de porc ou de poulet, entourée de pâte cuite à la vapeur, que l'on sert généralement en tant qu'apéritif chaud sur l'île de La Réunion, département d'outre-mer français dans l'océan Indien.

## Origine
Le bouchon est une préparation importée par les immigrants chinois provenant de la région de Canton. La cuisine chinoise traditionnelle comporte en effet un plat équivalent, le shaomai.

## Préparation
Ce mets est souvent servi aspergé de sauce soja et accompagné d'une sauce pâteuse faite à partir de piments rouges dans laquelle on le roule avant de le porter à la bouche à l'aide d'un cure-dent en bois. Parfois, il est parfumé au combava dès sa confection. Il peut également être frit, ce qui lui fait perdre dans ce cas sa consistance molle et légèrement fondante. Il se présente le plus souvent sous forme de parallélépipède de trois ou quatre centimètres de côté ou de sphères de la taille d'une bouchée, d'où son appellation.

## Pain bouchon

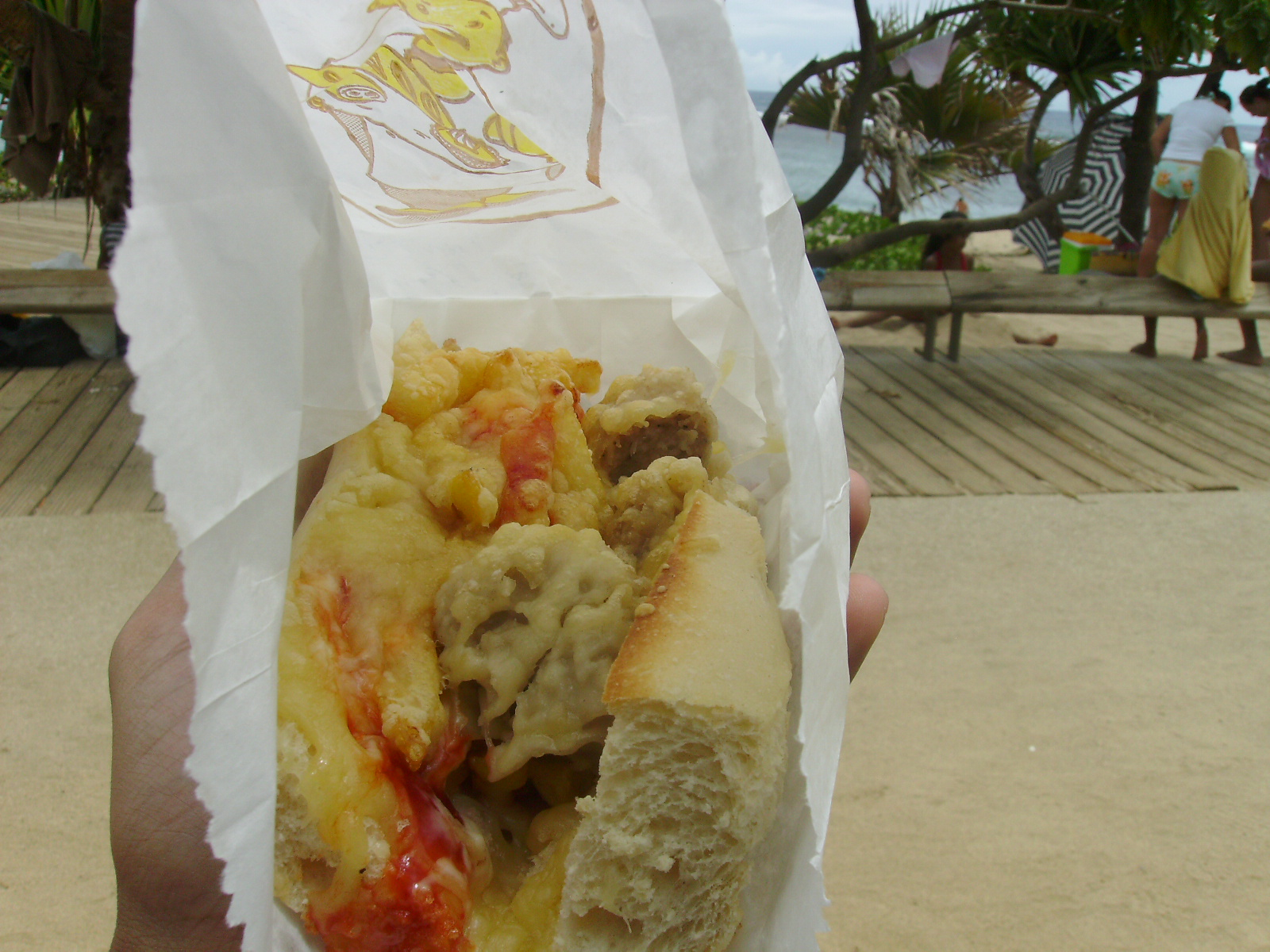
Pain bouchon gratiné.

Le bouchon sert également à la préparation du « pain bouchons », qui est un sandwich chaud constitué d'une baguette de pain évidée dans laquelle on place les bouchées entières ou, plus rarement, coupées en deux à l'aide d'un couteau. Outre le siaw (sauce soja) et le piment, ou encore les sauces plus habituelles comme le ketchup, la mayonnaise ou le piment chinois, on peut y adjoindre du fromage râpé destiné à recouvrir les bouchons en fondant, ce qui le transforme en « pain bouchons gratiné ». Si on ajoute des frites à cette dernière préparation, on le transforme cette fois en un « américain bouchons », nom qui témoigne que le résultat final ne diffère de l'américain traditionnel que par la substitution des tranches de jambon ou au morceaux de steak.
Tous ces sandwiches sont presque systématiquement en vente dans les « boutiques chinois » des centres-villes et les nombreux camions-bars que l'on trouve près des plages, des gares routières ou sur les places publiques dans les Hauts (à vrai dire, un peu partout dans l'île). Les bouchons sont également commercialisés seuls dans des barquettes généralement rectangulaires et en plastique transparent, à un prix compris entre 25 et 40 centimes d'euros l'unité, la sauce qui les accompagne étant, quant à elle, gratuite. Les bouchons sont préparés à l'avance et conservés chauds dans un autocuiseur, que l'on appelle localement marmite à riz, utilisé en permanence en mode « maintien au chaud ».